# 入关学

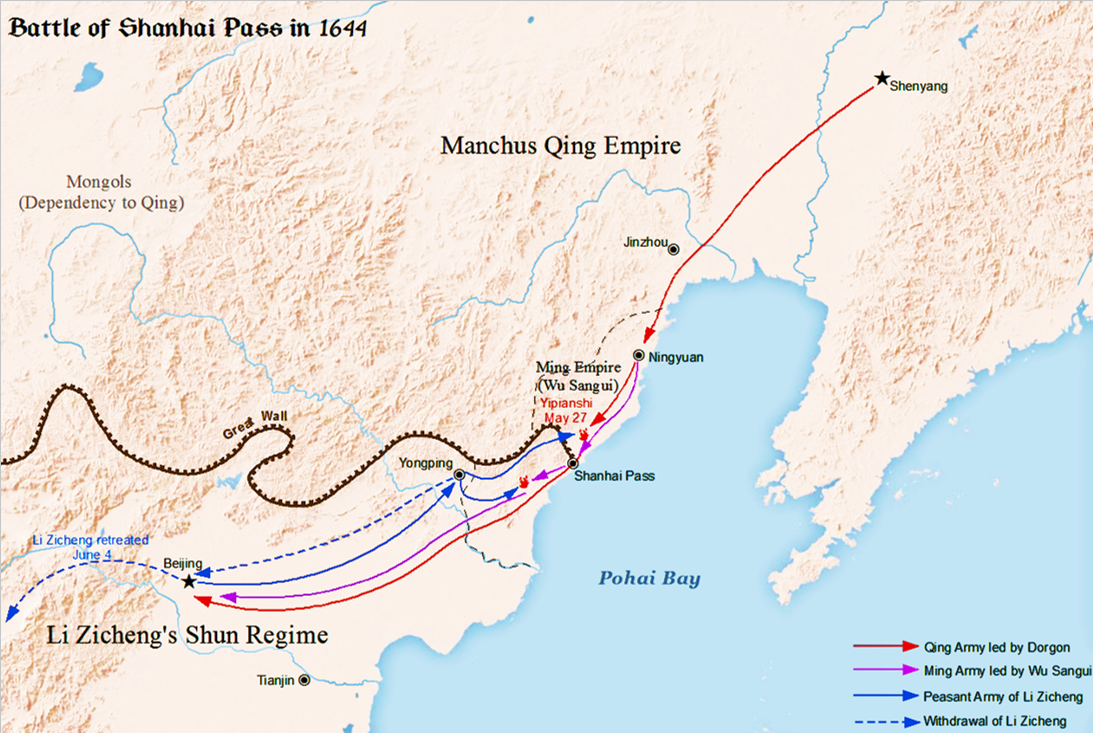
1644年清军入关之战

入关学是在2019年興起的中国大陆网络用语，代表了带有中国民族主义特征的网络思潮，起源自中美贸易战白熱化下的民族主義大潮中。其支持者以明末清初的满清入关历史来比喻21世纪的中美关系和国际关系。入关学的支持者认为，中国崛起必须如后金当年突破山海关一般，取代美国成为世界超级强国，改朝换代并重新制定世界规则体系。認同入关学者對中国政府的立场常會大力支持，但对中国政府部分较为温和的外交及两岸关系政策多有不满，認為應當採用更加強硬的手法來執行。

## 起源与传播
首先提出“入关学”的人是中国大陆问答网站“知乎”上的一个已被永久封禁的网名为“山高县”（真名不详）的网民，因谣传其本人祖籍河南嵩县（也是其網名的來歷，“山高”即“嵩”），故其观点又稱“嵩學”。2019年12月，“山高县”看到知乎上的一个提问“中国人从明亡的历史中学到过哪些历史教训？”，写下了三百余字的回答。该段回答在“知乎”获得了超过四千个“赞同”，被网友们称为“入关学”的起源。
与其他网络“键盘政治”用语不同，“入关学”最初没有面临中国的网络审查，在此后半年多在中国多个社交媒体和平台迅速走红。截止2020年8月，“知乎”上有关“入关学”的讨论多达两万条，在新浪微博上有近180万人阅读。在中国大陆视频网站播放时政与历史的影片时，时常可以见到“入关”的弹幕，部分相关视频有过百万播放量。
“山高县”在2020年初被“知乎”永久封号。现在，在“知乎”搜索“入关”相关回答已不可见。但在2020年8月，“山高县”以亲自解说视频的形式在观视频工作室的哔哩哔哩频道复出，首个视频获得了超过200万的播放次数、超过10万的点赞数和2万余条弹幕，其本人的账号也已拥有超过5.4万的粉丝。

## 概念内容
“入关论”将当今世界局势与明清战争相类比，将当今以美国为首的西方资本主义国家比作明朝，虽已在走下坡路且内部腐败矛盾重重，但作为“天朝上国”其实力存量依然不可小觑，加上周边附属国对其朝贡体系长期以来的路径依赖和思想惯性，仍然掌握着世界的话语权；中国则被类比为17世纪的建州女真，虽然实力上升快但仍是被边缘化，必须时刻准备着“入关”，颠覆被旧帝国主导的国际秩序取而代之，从而建立新的有利于己的国际秩序。
“入关论”的理论基础是，现在的中国大陆如同当年的关外女真一般，在国际社会上被当权的“天朝”认定成“蛮夷”，无论做什么说什么都会被掌控主流舆论的西方发达国家妖魔化抹黑，甚至还要面临着被他们军事毁灭（“犁庭扫穴”）的危险。“入关论”主张“不辩经”，亦即不浪费无用的力气在舆论场上对自己的行为、形象作理论化辩解，只需埋头扩军备战，待到中国“入关”建立新的世界秩序后，之前替美国歌功颂德的“大儒”（国内外各路学者）们也会一改之前视中国为“野蛮”的态度，甚至会反过来如同当年吹捧美国一样，兴起研究中国的热潮，也就是入关学的名言：“入关之后，自有大儒为我辩经”。
除中美两国之外，入关学还將香港比對海西女真、將台灣比對皮島、將西伯利亞比對科爾沁部、將日本及南韓比對李氏朝鮮、將馬六甲海峽比對山海關、將印度洋比對中原、將印度比對準噶爾汗國。
在入关学的话语体系下有如下对应：
| 比喻项            | 现实项 | 注释                                                             |
| ----------------- | --- | ---------------------------------------------------------------- |
| 大明/天朝         | 美国 |                                                                  |
| 建州（女真）      | 中国 |                                                                  |
| 叶赫（女真）      | 香港/台湾/内地公知派/民主派等反对派 | 入关学认为需要先统一国内舆论，才能对美国主导的国际秩序发起挑战。 |
| 山海关            | 马六甲海峡/新加坡 | 入关学认为马六甲海峡处在中国贸易的关键节点                       |
| 皮岛              | 台湾 | 入关学认为统一台湾的象征意义大于实际意义                         |
| 科尔沁（蒙古）    | 俄罗斯 | 入关学认为中俄之间应当以中国为主共同反美                         |
| 准噶尔            | 印度 |                                                                  |
| 赫图阿拉          | 北京 |                                                                  |
| 金陵/北京         | 华盛顿/纽约 |                                                                  |
| 东林党            | 美国民主党 | 入关学认为无论两党中哪一党上台，对华政策不会有明显改变           |
| 阉党              | 美国共和党 | 入关学认为无论两党中哪一党上台，对华政策不会有明显改变           |
| 九镇              | 日韩菲澳等美国仆从国 |                                                                  |
| 朝贡体系          | 美国主导的现行国际秩序 |                                                                  |
| 辩经              | 根据意识形态经典著作（经书）进行辩论 |                                                                  |
| 蹲鹰/挖参         | 在由美国购买产品的低端产业工作 |                                                                  |
| 摸鱼              | 中国大多数人从事的低端工作 |                                                                  |
| 敕书              | 国际贸易认证（指得到美国的许可进行国际贸易） |                                                                  |
| 经书              | 阐述某种意识形态的经典著作 |                                                                  |
| 儒学              | 西方主流意识形态，民主自由 |                                                                  |
| 儒学大师/大儒     | 主流意识形态的著名理论家 |                                                                  |
| 天兵              | 美军等军队 |                                                                  |
| 入关              | 战胜美国霸权，成为天下霸主 |                                                                  |
| 大house/牛排      | 泛指“入关”以后的优越生活 |                                                                  |
| 犁庭扫穴/成化犁庭 | 指中美对抗中美方对中方的赶尽杀绝 |                                                                  |
| 开除人籍          | 泛指美西方世界以种族、文化优越感为基础，攻击、贬低、歧视、物化、解构其他种族及其文化体系，使其他种族和文化“丧失做人权力和尊严”的现象，常用来指责殖民主义及其遗留现象，如种族歧视、文化上的东方主义等 |                                                                  |
| 剃髮易服          | 中國勝利後文化影響全世界 |                                                                  |

入关学引发了广泛的讨论以后，不少持反对意见的人借着入关学的思路进一步发展出了一些话术来反对入关学：
| 比喻项          | 现实项                                                                           |
| --------------- | -------------------------------------------------------------------------------- |
| 旗人            | 指中国目前的“赵家人”，即官僚和与官僚有不少联系的企业家等人所构成的上层社会       |
| 包衣            | 指受压迫的普通群众                                                               |
| 国子监          | 指中国目前的“赵家人”习惯于送子女去美国或欧洲留学甚至定居乃至于办下当地国籍的现象 |
| 驻防八旗/索伦人 | 指即使“入关”以后，“入关”带来的利润也无法普及百姓，会被原有权贵攫取               |

另外也有将美国比做商朝而中国比做周朝，以及将中国比做日耳曼人或托勒密埃及而美国比做罗马帝国的多种术语体系。

## 对入关论的反应

### 中国大陆媒体、学者评论
- 华东师范大学的历史系副教授王锐对“入关学”表示：“从最直观的感受来看，这应该是一件值得鼓励的事。因为人文与社会科学的知识生产与话语建设，归根结底是为了解释一些现实当中正在发生的事情。如果只沉迷在一种历史的或文学的想象里，进而丧失了在了解现实基础上的解释现实，那么这种学术研究只能沦为少部分自诩为精英的人的自娱自乐”、“系统地反思这样的全球秩序，思考未来世界政治经济发展的新可能性，在当前是一件十分值得去做的事情”，还引用了近代中国的著名“体制外”（因为没参加过科举）思想家章太炎“中国学术，自下倡之则益善”的说法，认为“依附于当代‘大明’的、具有体制内资格认定的‘儒生’们，虽然掌握着话语权，但却不愿用心去朝这个方向努力。因此，这项艰巨而光荣的任务只好由广大爱国群众来完成了”。但同时王锐也担忧“在‘入关学’的框架下，凡是和‘大明’有关系的‘儒生’，都被赋予一种负面的形象”，认为“应该从新的角度出发进一步阐释，而非简单的自居于‘夷狄’”[5]。同时，王锐认为：“近三十年来，随着中国与世界形势的变化，在思想领域与文化领域出现了一方面对中国传统抱以一种极端否定、蔑视的态度，一方面对新中国前三十年的发展史，以及中国共产党领导的革命运动的无端批判、嘲讽、解构。这导致不少人在价值观层面出现的巨大的虚无主义，进而开始全方位、无保留、坚定不移的倒向以美国为代表的西方，以美国之是非为是非，以美国之好恶为好恶，想美国之所想，急美国之所急。”“新的经济不平等导致西方世界民粹主义盛行；金融资本的力量过于强大，使民生领域受到严重冲击；新自由主义式的发展模式在“折腾”了前苏联与东欧之后，在全球范围内“撒向人间都是怨”；各类“白左”式的解构主义借“身份政治”、“认同政治”名义拼命摧毁长期以来人们维系人与人之间关系的准则，破坏历史形成的价值观念。当然，必须强调的是，这些现象在当代中国也有不同程度、不同形式的表现。”
- 中国人民大学国际货币研究所研究员孙超认为“入关学”是“工业党”思潮的延伸[7]。工业党则是在中国中青年颇有号召力的群体，该群体较为有民族主义意识，认同“工业化至上”理念，认为中国必须要优先工业化和技术升级[7]。孙超认为，“入关学”能广泛流传并引起讨论、共鸣，原因在于对中国地位的认知失调：虽然中国的实力已大大增强，却依然得不到世界某些国家的认可[7]。当这部分民众对中国的自我评价和外界评价产生矛盾时，心理上便会不适，并产生改变认知失调状态的动机[7]。孙超认为，入关论能传播的原因是它的分析可以“减轻认知的重要性”，对入关论的支持者来说，“不用管别人怎么讲；等‘我们’‘直捣黄龙’之时，自然就没有争议了”[7]。但孙超指出，该理论对中国“入关”后新秩序的构思存在矛盾：既有较为温和的（即中国需要建立更合理的国际关系体系），也有较极端的（“以眼还眼、以牙还牙”）。但孙超认为，以外部剥削转化内部矛盾注定不能长久；入关论最核心的缺陷是完全忽视了中国内部分配问题，在如何缓和中国内部矛盾上一片空白[7]。
- 中国新闻网站观察者网的媒体人董佳宁认为，入关学充满问题，只是一种粗暴的比喻。比如，中国是全球化分工秩序的受益者、经济增长很快，不似“入关学”所说仅仅为被剥削者[8]。入关论无法解释为什么已经“入关”的西方国家反而贫富差距扩大，产生反全球化的思潮[8]。入关论将中国自比为蛮夷，也矮化了中国的形象[8]。但董佳宁也赞同部分“入关论”类比的内容，如西方存在殖民主义的原罪，根据新殖民主义经济理论存在对边缘地区剥削，以及资本主义贫富差距有不可持续性[8]。董佳宁认为入关论最明显的问题是清朝入关只是重复了王朝周期，没有建立可持续的新秩序[8]。相比之下，更恰当的比喻是武王伐纣，如周朝废除商代落后的制度（如活人殉葬等）一样，建立新秩序[8]。
- 外交学院副教授施展认为，入关学将中国与世界敌对，而中国不仅并没有力量与世界对抗，还从全球化进程中极大地受益[9]。中国要做的是化解全球化产生的的矛盾和冲突，而不应该推翻整个秩序[9]。与西方国家相比，中国的制造业具有成本优势，获得了贸易红利。但如果国际关系极大恶化，则西方国家有可能不再考虑成本，转而从安全角度考虑贸易问题，不惜代价重建自己的部分高新生产体系，则会损害中国利益[9]。
- 上海师范大学副教授姚云帆从修辞技术角度分析“入关学”，并认为，“入关学”并不能被称为一种“学”，其并不追求学理性，隐含对“学”的消解和嘲弄；作为网络“键政”的一种形式，“入关学”持续开发隐喻体系，具有即兴性和创造性，一方面极度粗鄙，一方面却形成了一种图形化的历史修辞学解释，提升了自身的吸引力；“入关学”强调“不辩经”，说明其强调说服性大于其体系性，更强调论战的输赢及吸引受众流量；在互联网上，修辞语篇作者不固定，受众对“入关学”相关言论进行回复、再解释，往往会消解修辞技术使用者的主观意图；“入关学”受众主要是熟悉理工、商科知识且对当代世界资本主义体系具有深刻感性观察的小资产阶级知识分子，其对世界不平等感到不满，对自身地位安全感到焦虑，无法接受人文知识体系主导当代网络议政主流思考方式的情形，而人文社科对当下中国问题及国际地缘政治无力解释让这些人感到鄙夷，并最终以“入关学”作为情绪宣泄出口；此外，“入关学”的体系过度强调历史知识形成了门槛，且在政治方面推理不足，本身也充满了政治不正确的表述，限制了其修辞表述效果[10]。
- 清华大学人文与社会科学高等研究所助理研究员傅正认为，以理论化的标准去要求“入关学”本身就是错误的；“入关”的比喻实际上符合这一亚文化群体对中国“文人”、对“精英知识分子”不再成为西方文化霸权附属者的呼唤[6]。
- 左翼媒体激流网的评论文章中认为，入关学的群众基础是技术知识分子。由于中国在全球分工体系中长期从事低附加值产业，技术知识分子直观地感受到了不平等并希望能够打破这一不平等。但由于技术知识分子的分散性和保护其既得利益的需要，他们难以组织成一个坚实的利益联合体，转而会选择求助国家并将解决方法诉诸于外界矛盾，表现为民族主义；且技术知识分子不满于人文知识分子垄断议政圈子，他们希望自己也能用更为浅显易懂的方式参与政治讨论表达诉求，表现为“不辩经”和理论匮乏。同时入关学不能涉及对世界资本主义体系的分析，并不关注美国和中国国内的阶级矛盾或认为内部矛盾可以通过扩张得到解决，不能揭露帝国主义的本质，并不反对帝国主义，具有强烈的阶级局限性[11]。

### 外国媒体、学者评论
英国广播公司报道认为，“入关学”在一定程度上迎合了中国政府的官方叙事。报道指出，中国认为现在的国际关系基于世界霸权体系，源自传统的西方权力概念、威斯特伐利亚体系，是不可持续的。而中国提出的新外交体系，如“一带一路”、人类命运共同体等观念则应当成为新型的国际关系的基础。同时，过去数年内，中国在多个议题上开始持强硬态度，表现出一定攻击性，多名西方学者和观察家称之为“战狼外交”，被认为与“入关学”在态度上相合。法国社会科学高等研究院的魏简（Sebastian Veg）对BBC说，在过去十年里，对中国国家政策进行批评的意见空间已经大大减少，造就了入关学等激进言论的流行。不过，魏简教授也强调，民间极化观点的出现是一个世界性的现象，它与加剧的社会不平等和社交媒体的发展息息相关。